# Skogerøya
Skogerøya (Noord-Samisch: Sállan) is een eiland in de provincie Finnmark in het noorden van Noorwegen. Het eiland maakt deel uit van de gemeente Sør-Varanger. Het hoogste punt van het onbewoonde eiland is de Slogerøytopp van 445 meter.